# ستيفن كين
ستيفن كين هو شاعر كندي، ولد في 1970.